# Герман (Небраска)
Герман (англ. Herman) — селище (англ. village) в США, в окрузі Вашингтон штату Небраска. Населення — 247 осіб (2020).

## Географія
Герман розташований за координатами 41°40′26″ пн. ш. 96°13′0″ зх. д. / 41.67389° пн. ш. 96.21667° зх. д. (41.673825, -96.216718).  За даними Бюро перепису населення США в 2010 році селище мало площу 0,37 км², уся площа — суходіл.

## Демографія
Згідно з переписом 2010 року, у селищі мешкало 268 осіб у 116 домогосподарствах у складі 74 родин. Густота населення становила 724 особи/км².  Було 134 помешкання (362/км²).
Расовий склад населення:
| - 99,6 % — білих - 0,4 % — азіатів |

До двох чи більше рас належало 0,0 %. Частка іспаномовних становила 1,1 % від усіх жителів.
За віковим діапазоном населення розподілялося таким чином: 22,4 % — особи молодші 18 років, 58,9 % — особи у віці 18—64 років, 18,7 % — особи у віці 65 років та старші. Медіана віку мешканця становила 41,3 року. На 100 осіб жіночої статі у селищі припадало 101,5 чоловіків;  на 100 жінок у віці від 18 років та старших — 92,6 чоловіків також старших 18 років.
Середній дохід на одне домашнє господарство  становив 46 277 доларів США (медіана — 45 455), а середній дохід на одну сім'ю — 44 518 доларів (медіана — 45 750). За межею бідності перебувало 21,1 % осіб, у тому числі 27,3 % дітей у віці до 18 років та 6,0 % осіб у віці 65 років та старших.
Цивільне працевлаштоване населення становило 97 осіб. Основні галузі зайнятості: роздрібна торгівля — 20,6 %, транспорт — 16,5 %, науковці, спеціалісти, менеджери — 15,5 %.